# هیروکی کاتو
هیروکی کاتو (انگلیسی: Hiroki Kato؛ زادهٔ ۳۱ ژوئیهٔ ۱۹۸۶) بازیکن فوتبال اهل ژاپن است.